# Zweetbandje

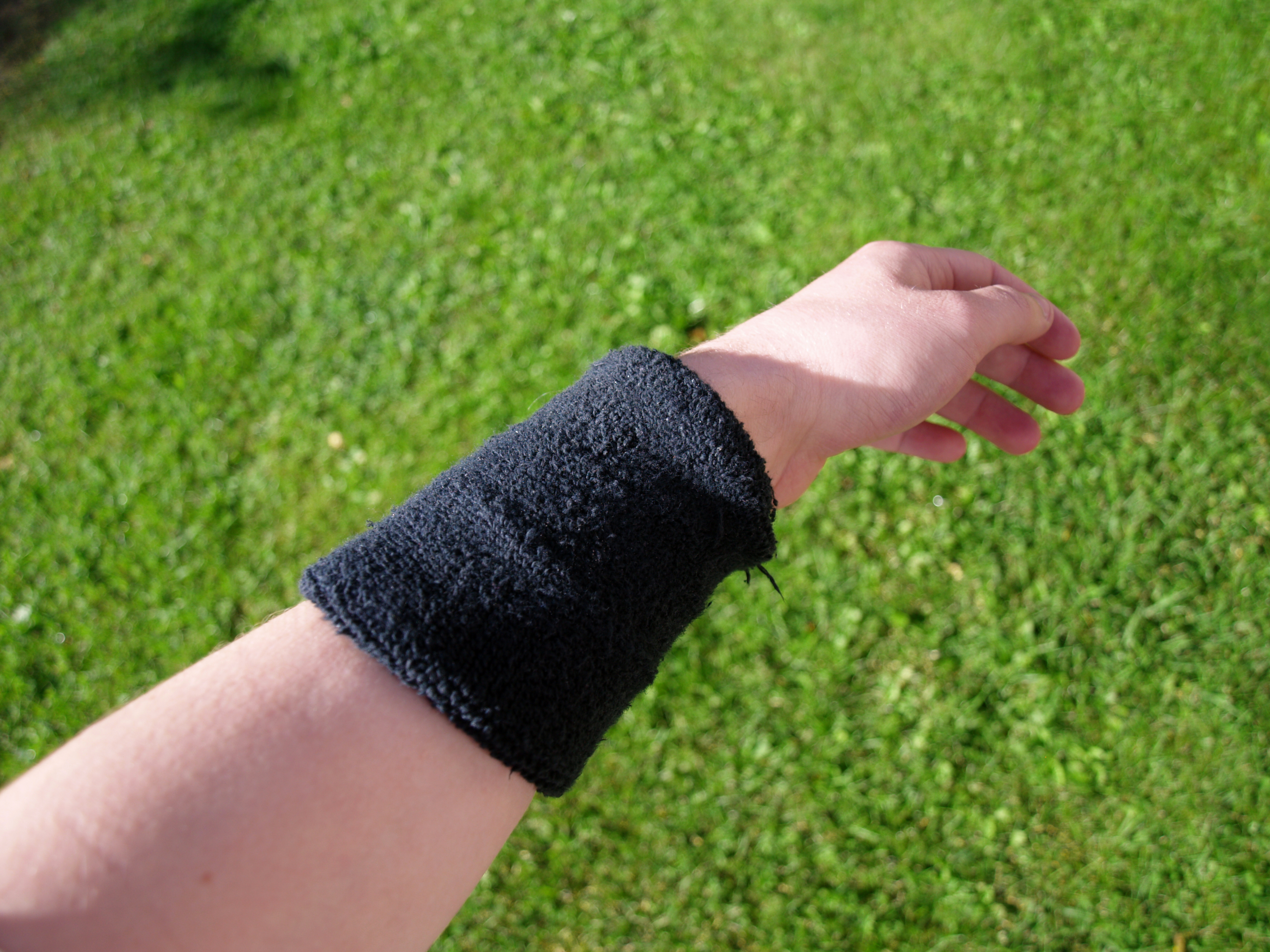

Een zweetbandje is een bandje dat gebruikt wordt door zowel professionele sporters als amateurs. Een zweetbandje kan op het hoofd, arm of been bevestigd worden en heeft als functie het zweet gedeeltelijk van het lichaam te verwijderen. Omdat een zweetband meestal op het hoofd of om de pols wordt gedragen, zorgt het er ook voor dat zweet niet zo gemakkelijk op het gezicht of de handen druipt. Zweetbandjes zijn vaak van badstof gemaakt.